# Victor Herbert
Victor August Herbert (ur. 1 lutego 1859 w Dublinie, zm. 26 maja 1924 w Nowym Jorku) – amerykański kompozytor, dyrygent i wiolonczelista pochodzenia irlandzkiego.

## Życiorys
Był wnukiem pisarza Samuela Lovera. Osierocony w dzieciństwie przez ojca, w 1867 roku wyjechał do Stuttgartu wraz z matką, która wyszła ponownie za mąż za niemieckiego lekarza. Porzuciwszy szkołę, w latach 1874–1876 uczył się gry na wiolonczeli u Bernharda Cossmanna w Baden-Baden. W kolejnych latach występował w Niemczech, Włoszech, Francji i Szwajcarii, w 1881 roku otrzymał posadę członka orkiestry książęcej w Stuttgarcie. W 1886 roku ożenił się ze śpiewaczką Therese Föster (1861–1927), w tym samym roku wyjechał wraz z żoną do Stanów Zjednoczonych, gdzie obydwoje otrzymali angaż w nowojorskiej Metropolitan Opera. Niedługo potem zrezygnował z gry na wiolonczeli, poświęcając się działalności dyrygenckiej i kompozytorskiej. Od 1893 do 1898 roku był dyrygentem orkiestry wojskowej 22nd Regimental Band. W latach 1898–1904 dyrygował orkiestrą symfoniczną w Pittsburghu. Od 1904 roku prowadził własną Victor Herbert Orchestra. W 1908 roku został przyjęty na członka National Institute of Arts and Letters. Był współzałożycielem American Society of Composers, Authors and Publishers.

## Twórczość
Odniósł sukces przede wszystkim jako twórca popularnych operetek, cechujących się prostą, żywiołową melodyką. Stylistycznie nawiązywał do operetek Offenbacha, Heubergera i Straussa, trzymał się konwencjonalnych, typowych dla europejskich operetek librett, eksploatujących motywy egzotyczne i romantyczną tematykę. Muzyka instrumentalna i operowa Herberta, pozostająca pod wpływem Richarda Wagnera i Richarda Straussa, nie zdobyła sobie natomiast uznania.

## Wybrane kompozycje
(na podstawie materiałów źródłowych)

### Utwory orkiestrowe
- Suita na wiolonczelę i orkiestrę (1883)
- 2 koncerty wiolonczelowe (I 1885, II 1894)
- Serenada na smyczki (1888)
- Irish Rhapsody (1892)
- American Fantasia (1898)
- poemat symfoniczny Hero and Leander (1900)
- Suite romantique (1901)
- Soixante-neuf na smyczki (1902)
- suita Columbus (1902)
- L’encore na flet, klarnet i orkiestrę (1910)
- Whispering Willows (1915)
- uwertura Little Old N.Y. (1923)
- uwertura Under the Red Robe (1923)

### Marsze
- The Gold Bug (1896)
- The Serenade (1897)
- McKinley Inauguration March (1897)
- March of the 22nd Regiment (1898)

### Utwory wokalno-instrumentalne
- kantara The Captive (1891)

### Operetki
- Prince Ananias (wyst. Nowy Jork 1894)
- The Wizard of the Nile (wyst. Wilkes Barre 1895)
- The Gold Bug (wyst. Nowy Jork 1896)
- The Serenade (wyst. Cleveland 1897)
- The Idol’s Eye (wyst. Troy 1897)
- The Fortune Teller (wyst. Toronto 1898)
- Cyrano de Bergerac (wyst. Montreal 1899)
- The Singing Girl (wyst. Montreal 1899)
- The Ameer (wyst. Scranton 1899)
- The Viceroy (wyst. San Francisco 1900)
- Babes in Toyland (wyst. Chicago 1903)
- Babette (wyst. Waszyngton 1903)
- It Happened in Nordland (wyst. Harrisburg 1904)
- Miss Dolly Dollars (wyst. Rochester 1905)
- Wonderland (wyst. Buffalo 1905)
- Mlle. Modiste (wyst. Trenton 1905)
- The Red Mill (wyst. Buffalo 1906)
- Dream City (wyst. Nowy Jork 1906)
- The Magic Knight (wyst. Nowy Jork 1906)
- The Tattooed Man (wyst. Baltimore 1907)
- Algeria (wyst. Atlantic City 1908; wersja zrewid. pt. The Rose of Algeria wyst. Wilkes Barre 1909)
- Little Nemo (wyst. Filadelfia 1908)
- The Prima Donna (wyst. Chicago 1908)
- Old Dutch (wyst. Wilkes Barre 1909)
- Naughty Marietta (wyst. Syracuse 1910)
- When Sweet 16 (wyst. Springfield 1910)
- Mlle. Rosita (wyst. Boston 1911, później wystawiana pt. The Duchess)
- The Enchantress (wyst. Waszyngton 1911)
- The Lady of the Slipper (wyst. Filadelfia 1912)
- Sweethearts (wyst. Baltimore 1913)
- The Madcap Duchess (wyst. Rochester 1913)
- The Debutante (wyst. Atlantic City 1914)
- The Only Girl (wyst. Atlantic City 1914)
- The Princess Pat (wyst. Atlantic City 1915)
- Eileen (wyst. Cleveland 1917, pierwotnie pt. Hearts of Erin)
- Her Regiment (wyst. Springfield 1917)
- The Velvet Lady (wyst. Filadelfia 1918)
- Angel Face (wyst. Chicago 1919)
- My Golden Girl (wyst. Stamford 1919)
- Oui Madame (wyst. Filadelfia 1920)
- The Girl in the Spotlight (wyst. Stamford 1920)
- Orange Blossoms (wyst. Filadelfia 1922)
- The Dream Girl (wyst. New Haven 1924)

### Opery
- Natoma (wyst. Filadelfia 1911)
- Madeleine (wyst. Nowy Jork 1914)

### Muzyka filmowa
- The Fall of a Nation (1916)
- Indian Summer (1919)